# Parafia św. Katarzyny Aleksandryjskiej w Petersburgu
Parafia św. Katarzyny Aleksandryjskiej w Petersburgu – rzymskokatolicka parafia znajdująca się w Petersburgu, w archidiecezji Matki Bożej w Moskwie w regionie północno-zachodnim. Parafię prowadzą dominikanie. Najstarsza i obecnie najliczebniejsza parafia katolicka w mieście.

## Historia
Parafia powstała w 1716. Początkowo nabożeństwa prowadzono w kaplicach domowych. Dopiero w połowie XVIII w. jezuici wybudowali pierwszy drewniany kościół katolicki w mieście. Później zastąpił go nieduży kościół kamienny. W 1763 władze wyraziły zgodę na budowę nowej świątyni. Żeby obłaskawić carycę Katarzynę II patronką tego kościoła obrano św. Katarzynę Aleksandryjską. Katarzyna II wydała specjalny regulamin dla parafii, w celu ograniczenia jej działalności. Budowę kościoła zakończono w 1783.
W 1923 komuniści zabili po procesie pokazowym proboszcza parafii ks. Konstantego Budkiewicza. Kościół zamknięto w 1938, jako przedostatni w mieście. Parafia odrodziła się po zwróceniu kościoła wiernym, co nastąpiło po upadku ZSRR.